# Max Grunwald

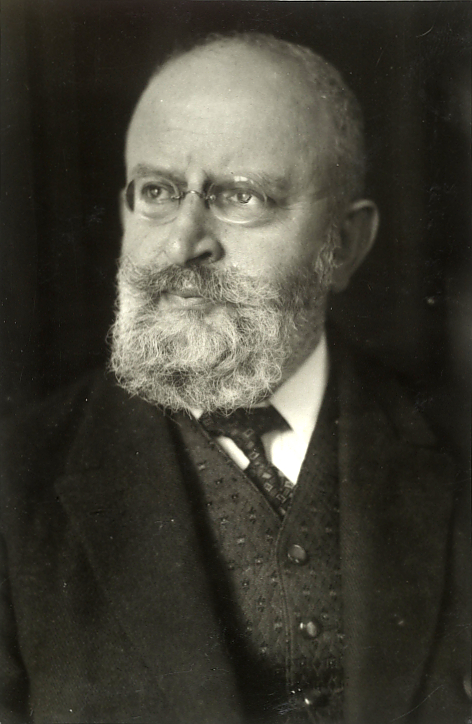
Max Fenichel: Max Grunwald (ohne Jahr)

Max Grunwald (geboren am 10. Oktober 1871 in Zabrze, Oberschlesien; gestorben am 24. Januar 1953 in Jerusalem) war Rabbiner in Hamburg und Wien und Autor von Werken zur jüdischen Geschichte und Volkskunde.

## Leben
Grunwald studierte ab 1889 an der Universität Breslau und am Jüdisch-Theologischen Seminar und wurde zum Rabbiner ordiniert. 1892 wurde er an der Universität Rostock bei Heinrich von Stein mit einer Dissertation über Malebranche und Spinoza promoviert. Seine erste Stelle trat er 1895 an der Neuen Dammthor-Synagoge in Hamburg an. Diese Synagoge wurde von einem von drei Hamburger Synagogenverbänden verwaltet und gehörte der konservativen Strömung an. Neben seinem Amt als Rabbiner widmete sich Grunwald der jüdischen Geschichte Hamburgs und der jüdischen Volkskunde. Er war maßgeblich an der Gründung der Gesellschaft für jüdische Volkskunde beteiligt und fungierte bis 1929 als Herausgeber der Mitteilungen dieser Gesellschaft.
1903 wechselte Grunwald nach Wien. Dort war er zuerst in der Synagoge Turnergasse der Israelitischen Kultusgemeinde tätig, danach ab 1913 am Leopoldstädter Tempel. 1930 gab er dieses Amt zu Gunsten seiner Forschungstätigkeit auf. Nach dem Anschluss Österreichs 1938 kam Grunwald kurze Zeit in Haft und konnte dann emigrieren. Er ließ sich in Jerusalem nieder, wo er 1953 verstarb.
Sein Nachlass befindet sich in den Central Archives for the History of the Jewish People.
Grunwald war verheiratet mit Margarethe Bloch, der Tochter des Rabbiners und österreichischen Abgeordneten Joseph Samuel Bloch. Sein Sohn Kurt (1901–1988) war Bankier und Wirtschaftswissenschaftler in Jerusalem und veröffentlichte zu Themen der jüdischen Wirtschaftsgeschichte, unter anderem „Türkenhirsch“ über Baron Maurice de Hirsch.

## Werk
Grunwald forschte vor allem zur jüdischen Volkskunde und zu den jüdischen Friedhöfen. Er veröffentlichte nicht nur in den Mitteilungen, die er herausgab, sondern auch in anderen Zeitschriften zu diesem Thema. Er verfasste auch mehrere Schriften über die Geschichte der Gemeinden Wien und Hamburg. Sein Betrag zur Hygiene-Ausstellung in Dresden 1911 führte zu einem Buch Hygiene der Juden (1912). Außerdem gab er zwei Gebetbücher heraus, eines für Frauen („Berurja“) und ein „Gebetbuch für Israelitische Soldaten im Kriege“.

## Schriften (Auswahl)
nach Erscheinungsjahr geordnet 

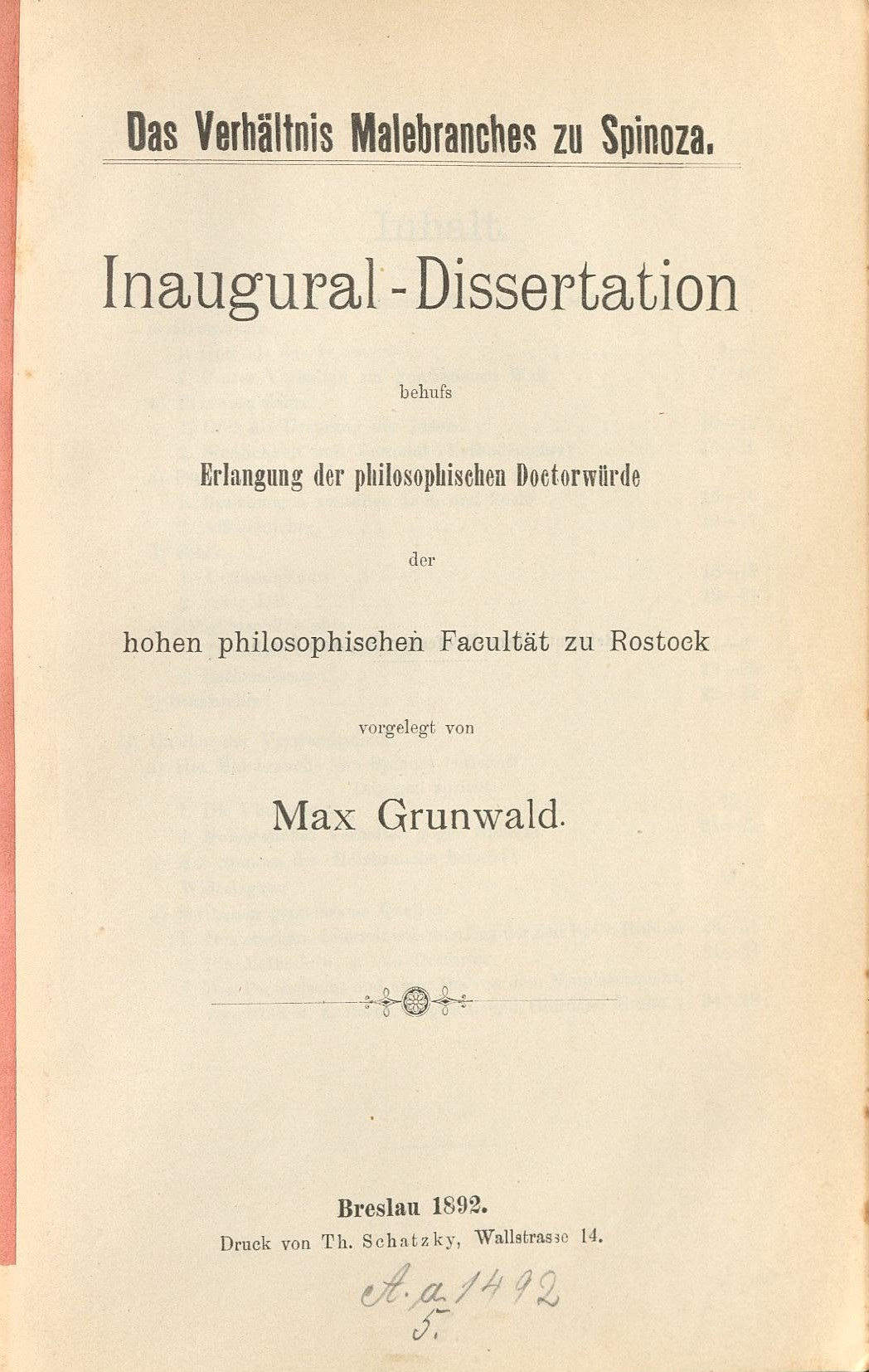
Dissertation (1892)

- Portugiesengräber auf deutscher Erde. Janssen, Hamburg 1902.
- Beruria: Gebete und Andachten für jüdische Frauen und Mädchen. Ausgabe für junge Mädchen. Schlesinger, Wien 1909.
- Zur Geschichte der Familie Teixeira. In: Archiv für jüdische Familienforschung, Kunstgeschichte und Museumswesen, Jg. 1 (1912–1913), Heft 1, S. 5–10 (Digitalisat).
- Gebete in Kriegszeit für israelitische Frauen und Mädchen. Schlesinger, Wien 1914.
- Das Judentum bei Oswald Spengler. Berlin 1924
- Le cimetière de Worms. In: Société des Études Juives (Hg.): Revue des études juives. 104 (1938), S. 71–111.